# Завершення місії Кассіні

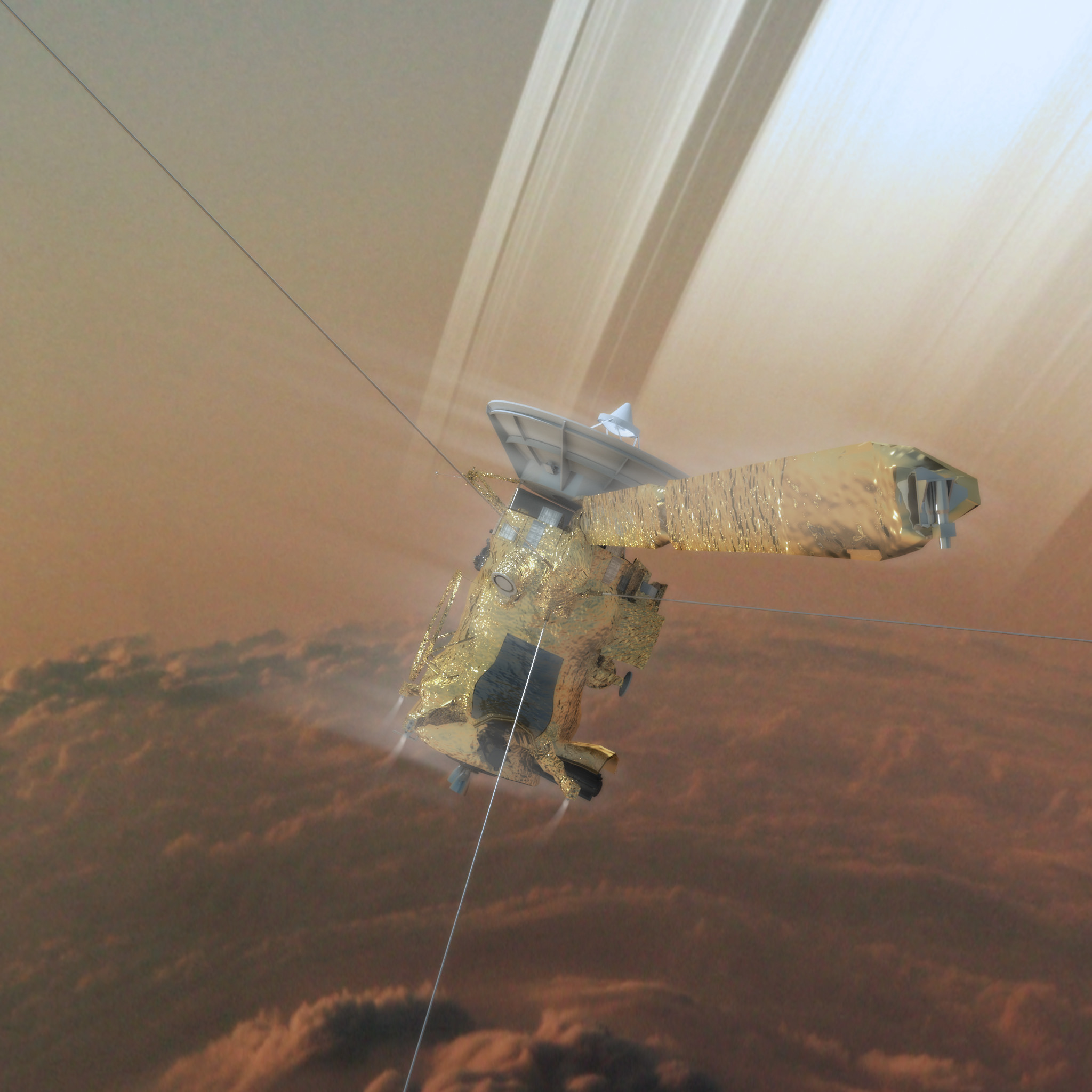
Художнє уявлення входження «Кассіні» в атмосферу Сатурна.

15 вересня 2017 року, після майже 20-річної місії, космічний зонд «Кассіні» був умисно знищений шляхом контрольованого входження в атмосферу Сатурна. Цей метод було вибрано задля уникнення біологічного забруднення будь-якого із супутників Сатурна, які вважаються потенційно придатними для життя. Метод завершення місії було визначено залежно від таких чинників, як кількість залишкового ракетного палива, стан космічного зонда та фінансування місії на Землі.
Деякі варіанти для пізніших стадій «Кассіні» полягали в тому, щоб зонд вийшов на орбіту навколо Титана, покинув систему Сатурна, або здійснив близькі зближення та/або змінив орбіту. Наприклад, «Кассіні» міг збирати дані про сонячний вітер на геліоцентричній орбіті.

## Варіанти завершення місії
| Колір        | Значення  |
| ------------ | --------- |
| Червоний     | Погано    |
| Помаранчевий | Прийнятно |
| Жовтий       | Добре     |
| Зелений      | Відмінно  |

Під час обмірковування подовжених місій, різні майбутні плани для «Кассіні» були оцінені на основі їхньої наукової цінності, вартості та часу. Серед розглянутих варіантів були зіткнення з атмосферою Сатурна, його кільцями або крижаним супутником, а також відмова від орбіти навколо Сатурна на користь польоту до Юпітера, Урана, Нептуна або кентаврів. Інші варіанти охоплювали залишення зонда на стабільних орбітах навколо Сатурна або перехід на геліоцентричну орбіту. Кожен план потребував певного часу та зміни швидкості. Іншою можливістю було використання атмосферного гальмування для входу в орбіту навколо Титана.
| Тип                       | Варіант                                      | Вимоги для налаштування                                                                       | Час виконання                                                                                 | Дієвість + впевненість в закінченні терміну служби                                                             | Необхідна зміна швидкості (Δv) | Наукова оцінка на 2008 рік                                                                             |
| ------------------------- | -------------------------------------------- | --------------------------------------------------------------------------------------------- | --------------------------------------------------------------------------------------------- | --- | ------------------------------ | --- |
| Зіткнення з:              | поверхнею Сатурна (короткоперіодичні орбіти) | Доступність високого нахилу в будь-якому плані подовжених місій                               | 2—10 місяців загалом                                                                          | Короткий час між останнім зближення та зіткненням                                                              | 5—30 м/с                       | Варіант із кільцем D задовольняє недосягнуті початкові цілі місії; дешево й легко здійснимо            |
| Зіткнення з:              | поверхнею Сатурна (довгоперіодичні орбіти)   | Необхідні певні координування та нахил                                                        | 4—22 місяців для встановлення довгоперіодичної орбіти + 3 роки для фінальної орбіти           | 3 роки між останнім зближення та зіткненням                                                                    | 5—35 м/с                       | Необхідні витрати на 3 роки без наукової користі на будь-якій стадії                                   |
| Зіткнення з:              | крижаним супутником                          | Може бути реалізовано з будь-якої геометрії                                                   | 0.5—3 місяці загалом                                                                          | Короткий час між останнім зближення та зіткненням                                                              | 5—15 м/с                       | Дешево і здійснимо в будь-якому місці/в будь-який час                                                  |
| Зіткнення з:              | головними кільцями                           | Може бути реалізовано з будь-якої геометрії                                                   | 0.5—3 місяці загалом                                                                          | Короткий час між останнім зближення та зіткненням, але важко підтвердити факт руйнування космічного зонда      | 5—15 м/с                       | Дешево і здійснимо в будь-якому місці/в будь-який час; близьке вивчення перед зіткненням               |
| Віддалення до/на:         | планети-гіганта                              | Необхідність певного орбітального періоду, координування та нахилу + конкретні початкові дати | 1.4—2.4 років для віддалення + довгий час переходу: Юпітер — 12, Уран — 20, Нептун — 40 років | Зіткнення з планетою може бути гарантоване тільки невдовзі після віддалення до Юпітера                         | 5—35 м/с                       | Малоймовірне вивчення планети-гіганта                                                                  |
| Віддалення до/на:         | геліоцентричну орбіту                        | Може бути реалізовано з будь-якої геометрії                                                   | 9—18 місяців до віддалення, відкрита сонячна орбіта                                           | Останнє зближення перед віддаленням                                                                            | 5—30 м/с                       | Лише дані про сонячний вітер                                                                           |
| Віддалення до/на:         | кентаврів                                    | Вибір великих цілей дає широкий спектр відхилень                                              | 1—2 роки на віддалення + 3+ роки на перехід                                                   | Останнє зближення перед віддаленням; необхідність підтримувати команди протягом 3 років для вивчення кентаврів | 5—30 м/с                       | Рекомендовано спрямувати багаторічний термін експлуатації та фінансування на багате середовище Сатурна |
| Стабільна орбіта навколо: | Титана                                       | Необхідні певні координування та орбітальний період                                           | 13—24 місяці + невизначений час на стабільній орбіті                                          | 200 днів між останнім зближення та фінальною орбітою                                                           | 50 м/с                         | Обмежене вивчення Сатурна/магнітосфери, але протягом тривалого періоду часу                            |
| Стабільна орбіта навколо: | Феби                                         | Необхідні певні координування та орбітальний період                                           | 8+ років + невизначений час на стабільній орбіті                                              | Багато місяців між останнім зближення та фінальною орбітою                                                     | 120 м/с                        | Дані про сонячний вітер; дуже рідкісні проходи через магнітосферу                                      |

## Входження в атмосферу та руйнування

Анімація «Грандіозного фіналу».
Кассіні
Сатурн

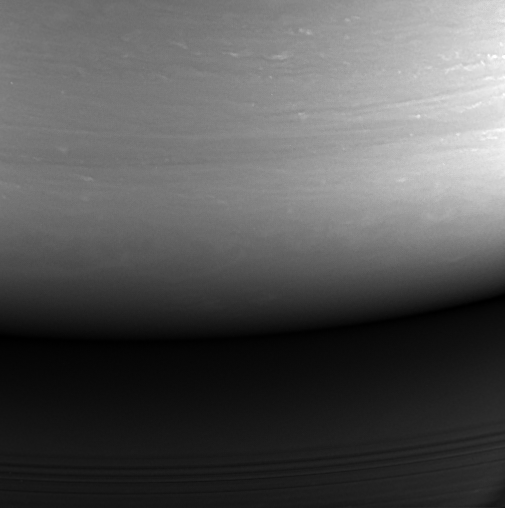
Останнє зображення «Кассіні», зняте 14 вересня 2017 року о 19:59 UTC.

4 липня 2014 року наукова команда «Кассіні» оголосила, що завершальний етап роботи зонда на граничних орбітах буде названо «Грандіозним фіналом» (англ. Grand Finale); його вартість склала орієнтовно 200 мільйонів дол., що еквівалентно одній місії космічної програми Discovery. Цьому безпосередньо передувала поступова зміна нахилу для кращого огляду полярного шестикутника Сатурна, а також проліт повз Енцелад для детальнішого вивчення його кріовулканізму. Після цього відбулося входження в атмосферу Сатурна.
Наукові дані було зібрано за допомогою восьми з 12 наукових приладів. Під час входження в атмосферу всі наукові прилади зонда, що вимірювали магнітосферу і плазму, його радіосистема, а також інфрачервоний і ультрафіолетовий спектрометри збирали дані. Швидкість передавання даних, що надходили із Сатурна, не могла забезпечити отримання зображень під час входження, тому всі знімки були заздалегідь передані на Землю, а камери відключені. Прогнозована висота втрати сигналу становила приблизно 1500 км над вершинами хмар Сатурна, коли зонд почав падати та згорати, як метеор.
Останні сигнали «Кассіні» були прийняті комплексом далекого космічного зв'язку в Канберрі, розташованим в Австралії, о 18:55:46 AEST. Передача даних тривала на 30 секунд довше, ніж очікувалося, а остаточне руйнування зонда сталося через 45 секунд після цього, як і передбачалося. У соціальних мережах було висловлено данину поваги «Кассіні» за роки роботи. Відео НАСА, присвячене «Грандіозному фіналу», отримало премію «Еммі» в категорії «Визначна оригінальна інтерактивна програма» у 2018 році.

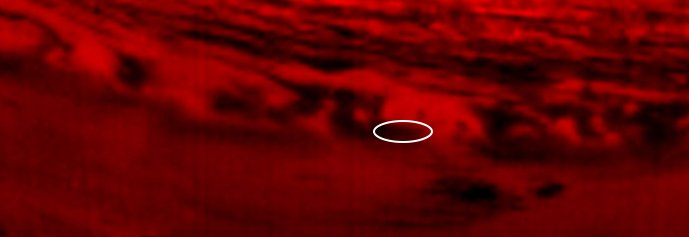
Місце падіння «Кассіні» на Сатурні (візуальний/інфрачервоний картографічний спектрометр; 15 вересня 2017).